# Aszik Umar
Aszik Umar (arab. عاشق عمر) – wieś w Syrii, w muhafazie Hama. W 2004 roku liczyła 473 mieszkańców.